# أحمد عباس رمضان
أحمد عباس محفوظ رمضان (وُلد في 7 يوليو 1949 في لبنان) سياسي ودبلوماسي فلسطيني، كان سفيرًا لدولة فلسطين لدى مملكة البحرين، ولدى جمهورية الصين الشعبية، ولدى سلطنة عُمان.

## حياته
شغل سابقًا مناصب عدة، حيث عُين في عام 1996 مديرًا عامًا في وزارة التخطيط والتعاون الدولي (وزارة الخارجية والمغتربين الفلسطينية حاليًا)، ومُنح في يناير 2005 درجة وكيل مساعد في الوزارة، ولاحقًا في أكتوبر 2005 مُنح مرتبة سفير وعُين سفيرًا لدى البحرين، ومارس عمله بعد تقديمه أوراق اعتماده في بداية عام 2006 واستمر في منصبه حتى عام 2010.
قدم أوراق اعتماده إلى الرئيس الصيني سفيرًا مفوضًا فوق العادة في 2 ديسمبر 2010 واستمر في منصبه حتى عام 2014، حيث عُين سفيرًا لدى سلطنة عُمان واستمر في منصبه بين عامي 2014 و2018.